# Varnamad
Varnamad (persiska: وَرنِعمَت, ورنمد سفلی, Varnamad-e Soflá, ورنمد) är en ort i Iran.   Den ligger i provinsen Lorestan, i den västra delen av landet, 400 km sydväst om huvudstaden Teheran. Varnamad ligger 1 567 meter över havet och antalet invånare är 124.
Terrängen runt Varnamad är kuperad åt nordost, men åt sydväst är den bergig. Runt Varnamad är det ganska tätbefolkat, med 72 invånare per kvadratkilometer. Närmaste större samhälle är Aleshtar, 17,6 km nordost om Varnamad. Omgivningarna runt Varnamad är i huvudsak ett öppet busklandskap.